# 2017-es Dakar-rali
A 2017-es Dakar-rali volt a Dakar-rali történetének harmincnyolcadik megmérettetése, egyúttal a kilencedik, melyet Dél-Amerikában tartottak. A verseny Paraguay fővárosában, Asunciónban kezdődött és Bolívián keresztül végül Argentína fővárosában, Buenos Airesben fejeződött be 2017. január közepén, a tizenkettedik szakasz végén. Paraguay lett a huszonkilencedik ország, melyen a Dakar-rali keresztülfutott, illetve a kontinens ötödik „Dakaros” országa. Az előzetes tervek szerint Bolívia fővárosa, La Paz körzetében hosszabb szakaszokat jelöltek ki.
A versenyen Stéphane Peterhansel diadalmaskodott, aki pályafutása 13. Dakar-győzelmét aratta. A motorosoknál Sam Sunderland, a quadosoknál Szergej Karjakin, az UTV-seknél Leandro Torres, a kamionosoknál pedig Eduard Nyikolajev nyert.

## Útvonal
| #   | Dátum      | Rajt                  | Cél                   |
| --- | ---------- | --------------------- | --------------------- |
| 1.  | január 2.  | Asunción              | Resistencia           |
| 2.  | január 3.  | Resistencia           | San Miguel de Tucumán |
| 3.  | január 4.  | San Miguel de Tucumán | Jujuy                 |
| 4.  | január 5.  | Jujuy                 | Tupiza                |
| 5.  | január 6.  | Tupiza                | Oruro                 |
| 6.  | január 7.  | Oruro                 | La Paz                |
| –   | január 8.  | La Paz                | La Paz                |
| 7.  | január 9.  | La Paz                | Uyuni                 |
| 8.  | január 10. | Uyuni                 | Salta                 |
| 9.  | január 11. | Salta                 | Chilecito             |
| 10. | január 12. | Chilecito             | San Juan              |
| 11. | január 13. | San Juan              | Río Cuarto            |
| 12. | január 14. | Río Cuarto            | Buenos Aires          |

## Magyar résztvevők
A 2017-es Dakaron két magyar motoros képviselte Magyarországot, Dési János és Horváth Lajos személyében. Továbbá indult még két határon túli magyar versenyző is: az erdélyi Gyenes Emanuel és a délvidéki Saghmeister Gábor. A két megterhelő hét után Gyenes Emanuel a 19., Dési János az 56., Saghmeister Gábor pedig a 73. helyen zárt az összetettben.
| Versenyző              | Rajtszám | Motor | Helyezések szakaszonként | Helyezések szakaszonként | Helyezések szakaszonként | Helyezések szakaszonként | Helyezések szakaszonként | Helyezések szakaszonként | Helyezések szakaszonként | Helyezések szakaszonként | Helyezések szakaszonként | Helyezések szakaszonként | Helyezések szakaszonként | Helyezések szakaszonként | Idő                  | Helyezés |
| Versenyző              | Rajtszám | Motor | 1.                       | 2.                       | 3.                       | 4.                       | 5.                       | 6.                       | 7.                       | 8.                       | 9.                       | 10.                      | 11.                      | 12.                      | Idő                  | Helyezés |
| ---------------------- | -------- | ----- | ------------------------ | ------------------------ | ------------------------ | ------------------------ | ------------------------ | ------------------------ | ------------------------ | ------------------------ | ------------------------ | ------------------------ | ------------------------ | ------------------------ | -------------------- | -------- |
| Dési János             | 141      | KTM   | 80.                      | 71.                      | 78.                      | 74.                      | 64.                      | –                        | 71.                      | 72.                      | –                        | 62.                      | 62.                      | 56.                      | 44:29:33 (+12:23:11) | 56.      |
| Horváth "Laller" Lajos | 160      | KTM   | 136.                     | 126.                     | Ki                       |                          |                          |                          |                          |                          |                          |                          |                          |                          | –                    | Kiesett  |

## Eredmények

### 1. szakasz
|          | Motorok  | Motorok             | Motorok                   | Motorok    | Motorok |
| Helyezés | Rajtszám | Versenyző           | Csapat                    | Gyártó     | Idő     |
| -------- | -------- | ------------------- | ------------------------- | ---------- | ------- |
| 1[1]     | 12       | Joan Pedrero García | Sherco Factory Team       | Sherco TVS | 28:22   |
| 2        | 9        | Ricky Brabec        | HRC Honda Rally Team      | Honda      | +0:12   |
| 3        | 17       | Paulo Gonçalves     | HRC Honda Rally Team      | Honda      | +0:26   |
| 4        | 14       | Sam Sunderland      | Red Bull KTM Factory Team | KTM        | +0:27   |
| 5        | 11       | Joan Barreda Bort   | HRC Honda Rally Team      | Honda      | +0:30   |

|          | Quadok   | Quadok                          | Quadok                 | Quadok | Quadok |
| Helyezés | Rajtszám | Versenyző                       | Csapat                 | Gyártó | Idő    |
| -------- | -------- | ------------------------------- | ---------------------- | ------ | ------ |
| 1        | 271      | Marcelo Medeiros                | Taguatur Racing Team   | Yamaha | 32:53  |
| 2        | 281      | Gastón González                 | Oreste Berta S.A.      | Yamaha | +1:02  |
| 3        | 257      | Nelson Augusto Sanabria Galeano | Equipo DKR             | Yamaha | +1:39  |
| 4        | 263      | Pablo Copetti                   | Carlos Devesa by Berta | Yamaha | +1:44  |
| 5        | 280      | Axel Dutrie                     | Yamaha Al Desert       | Yamaha | +1:54  |

|          | Autók    | Autók                                 | Autók               | Autók   | Autók |
| Helyezés | Rajtszám | Versenyző                             | Csapat              | Gyártó  | Idő   |
| -------- | -------- | ------------------------------------- | ------------------- | ------- | ----- |
| 1        | 301      | Nászer el-Attija Matthieu Baumel      | Toyota Gazoo Racing | Toyota  | 25:41 |
| 2        | 311      | Xavier Pons Rubén García              | South Racing        | Ford    | +0:24 |
| 3        | 305      | Nani Roma Alex Haro Bravo             | Overdrive           | Toyota  | +0:29 |
| 4        | 304      | Carlos Sainz Lucas Cruz               | Team Peugeot Total  | Peugeot | +0:33 |
| 5        | 302      | Giniel de Villiers Dirk von Zitzewitz | Toyota Gazoo Racing | Toyota  | +0:41 |

|          | UTV (SSV) | UTV (SSV)                       | UTV (SSV)         | UTV (SSV) | UTV (SSV) |
| Helyezés | Rajtszám  | Versenyző                       | Csapat            | Gyártó    | Idő       |
| -------- | --------- | ------------------------------- | ----------------- | --------- | --------- |
| 1[2]     | 378       | Maganov Ravil Kirill Subin      | Team X-Theme Plus | Polaris   | 34:32     |
| 2[2]     | 372       | Santiago Navarro Oriol Vidal    | Yamaha España     | Yamaha    | +0:41     |
| 3        | 351       | Leandro Torres Lourival Roldan  | Team X-Theme Plus | Polaris   | +0:53     |
| 4        | 374       | Li Dong-seng Csuan Guan-csuan   |                   | Polaris   | +2:05     |
| 5        | 365       | Joan Font Ferrer Gabriel Moiset | Yamaha Trivimon   | Yamaha    | +2:28     |

|          | Kamionok | Kamionok                                                 | Kamionok                    | Kamionok | Kamionok |
| Helyezés | Rajtszám | Versenyző                                                | Csapat                      | Gyártó   | Idő      |
| -------- | -------- | -------------------------------------------------------- | --------------------------- | -------- | -------- |
| 1        | 508      | Martin Kolomý René Kilian David Kilian                   | Tatra Buggyra Racing        | Tatra    | 30:00    |
| 2        | 507      | Ton van Genugten Anton van Limpt Bernard der Kinderen    | Petronas Team De Rooy Iveco | Iveco    | +0:13    |
| 3        | 506      | Martin van den Brink Daniel Kozlovsky Marcel Blankestijn | Mammoet Rallysport          | Renault  | +0:25    |
| 4        | 503      | Aleš Loprais Jíři Štross Ján Tománek                     | Tatra Buggyra Racing        | Tatra    | +0:31    |
| 5        | 500      | Gerard de Rooy Moises Torrallardona Darek Rodewald       | Petronas Team De Rooy Iveco | Iveco    | +0:42    |

- ↑ 1:  A szakaszt eredetileg Xavier de Soultrait nyerte meg, de a francia versenyző gyorshajtás miatt egy percnyi büntetésben részesült.
- ↑ 2:  A szakaz első és második helyén eredetileg Tim és Tom Coronel végeztek, de autójukban a motor mérete túl nagynak bizonyult, ezért az autósok kategóriájába helyezték át őket.

### 2. szakasz
|          | Motorok  | Motorok             | Motorok                             | Motorok   | Motorok |
| Helyezés | Rajtszám | Versenyző           | Csapat                              | Gyártó    | Idő     |
| -------- | -------- | ------------------- | ----------------------------------- | --------- | ------- |
| 1        | 1        | Toby Price          | Red Bull KTM Factory Team           | KTM       | 2:37:32 |
| 2        | 17       | Paulo Gonçalves     | HRC Honda Rally Team                | Honda     | +3:51   |
| 3        | 23       | Xavier de Soultrait | HFP Team                            | Yamaha    | +4:06   |
| 4        | 14       | Sam Sunderland      | Red Bull KTM Factory Team           | KTM       | +4:19   |
| 5        | 3        | Pablo Quintanilla   | Husqvarna Factory Rally Racing Team | Husqvarna | +4:48   |

|          | Quadok   | Quadok                          | Quadok                 | Quadok | Quadok  |
| Helyezés | Rajtszám | Versenyző                       | Csapat                 | Gyártó | Idő     |
| -------- | -------- | ------------------------------- | ---------------------- | ------ | ------- |
| 1        | 263      | Pablo Copetti                   | Carlos Devesa by Berta | Yamaha | 3:14:29 |
| 2        | 280      | Axel Dutrie                     | Yamaha Al Desert       | Yamaha | +5:31   |
| 3        | 251      | Ignacio Casale                  | Propria Motorsport     | Yamaha | +5:36   |
| 4        | 271      | Marcelo Medeiros                | Taguatur Racing Team   | Yamaha | +6:04   |
| 5        | 257      | Nelson Augusto Sanabria Galeano | Equipo DKR             | Yamaha | +6:59   |

|          | Autók    | Autók                                 | Autók               | Autók   | Autók   |
| Helyezés | Rajtszám | Versenyző                             | Csapat              | Gyártó  | Idő     |
| -------- | -------- | ------------------------------------- | ------------------- | ------- | ------- |
| 1        | 309      | Sébastien Loeb Daniel Elena           | Team Peugeot Total  | Peugeot | 2:06:55 |
| 2        | 301      | Nászer el-Attija Matthieu Baumel      | Toyota Gazoo Racing | Toyota  | +1:23   |
| 3        | 304      | Carlos Sainz Lucas Cruz               | Team Peugeot Total  | Peugeot | +2:18   |
| 4        | 302      | Giniel de Villiers Dirk von Zitzewitz | Toyota Gazoo Racing | Toyota  | +2:19   |
| 5        | 305      | Nani Roma Alex Haro Bravo             | Overdrive           | Toyota  | +3:22   |

|          | UTV (SSV) | UTV (SSV)                       | UTV (SSV)         | UTV (SSV) | UTV (SSV) |
| Helyezés | Rajtszám  | Versenyző                       | Csapat            | Gyártó    | Idő       |
| -------- | --------- | ------------------------------- | ----------------- | --------- | --------- |
| 1        | 342       | Mao Rui-csin Sébastien Delaunay |                   | Polaris   | 3:46:58   |
| 2        | 374       | Li Dong-seng Csuan Guan-csuan   |                   | Polaris   | +58:18    |
| 3        | 351       | Leandro Torres Lourival Roldan  | Team X-Theme Plus | Polaris   | +2:07:27  |
| 4        | 372       | Santiago Navarro Oriol Vidal    | Yamaha España     | Yamaha    | +2:12:49  |
| 5        | 386       | Vang Fu-csiang Vei Li           |                   | Polaris   | +2:37:02  |

|          | Kamionok | Kamionok                                                 | Kamionok                    | Kamionok | Kamionok |
| Helyezés | Rajtszám | Versenyző                                                | Csapat                      | Gyártó   | Idő      |
| -------- | -------- | -------------------------------------------------------- | --------------------------- | -------- | -------- |
| 1        | 506      | Martin van den Brink Daniel Kozlovsky Marcel Blankestijn | Mammoet Rallysport          | Renault  | 2:37:08  |
| 2        | 513      | Dmitrij Szotnyikov Ruszlan Akmagyejev Igor Leonov        | Team KAMAZ Master           | KAMAZ    | +2:03    |
| 3        | 509      | Peter Versluis Artur Klein Marcel Pronk                  | Eurol/Veka MAN              | MAN      | +2:52    |
| 4        | 511      | Szjarhei Vjazovics Pavel Haranyin Andrej Zsjulin         | MAZ-SPORTauto               | MAZ      | +2:55    |
| 5        | 500      | Gerard de Rooy Moises Torrallardona Darek Rodewald       | Petronas Team De Rooy Iveco | Iveco    | +3:03    |

### 3. szakasz
|          | Motorok  | Motorok                | Motorok                             | Motorok   | Motorok |
| Helyezés | Rajtszám | Versenyző              | Csapat                              | Gyártó    | Idő     |
| -------- | -------- | ---------------------- | ----------------------------------- | --------- | ------- |
| 1        | 11       | Joan Barreda Bort      | HRC Honda Rally Team                | Honda     | 4:23:41 |
| 2        | 14       | Sam Sunderland         | Red Bull KTM Factory Team           | KTM       | +12:29  |
| 3        | 31       | Pierre-Alexandre Renet | Husqvarna Factory Team              | Husqvarna | +15:30  |
| 4        | 3        | Pablo Quintanilla      | Husqvarna Factory Rally Racing Team | Husqvarna | +16:02  |
| 5        | 17       | Paulo Gonçalves        | HRC Honda Rally Team                | Honda     | +16:20  |

|          | Quadok   | Quadok           | Quadok             | Quadok | Quadok  |
| Helyezés | Rajtszám | Versenyző        | Csapat             | Gyártó | Idő     |
| -------- | -------- | ---------------- | ------------------ | ------ | ------- |
| 1        | 256      | Walter Nosiglia  | MEC Team           | Honda  | 5:37:03 |
| 2        | 251      | Ignacio Casale   | Propria Motorsport | Yamaha | +6:52   |
| 3        | 261      | Santiago Hansen  | MEC Team           | Honda  | +8:38   |
| 4        | 279      | Simon Vitse      | Al Desert          | Yamaha | +10:54  |
| 5        | 254      | Szergej Karjakin | Fores Dakar Team   | Yamaha | +14:26  |

|          | Autók    | Autók                                  | Autók              | Autók   | Autók   |
| Helyezés | Rajtszám | Versenyző                              | Csapat             | Gyártó  | Idő     |
| -------- | -------- | -------------------------------------- | ------------------ | ------- | ------- |
| 1        | 300      | Stéphane Peterhansel Jean-Paul Cottret | Team Peugeot Total | Peugeot | 4:18:17 |
| 2        | 304      | Carlos Sainz Lucas Cruz                | Team Peugeot Total | Peugeot | +1:54   |
| 3        | 309      | Sébastien Loeb Daniel Elena            | Team Peugeot Total | Peugeot | +3:08   |
| 4        | 303      | Mikko Hirvonen Michel Périn            | X-Raid             | Mini    | +3:57   |
| 5        | 307      | Cyril Despres David Castera            | Team Peugeot Total | Peugeot | +7:48   |

|          | UTV (SSV) | UTV (SSV)                       | UTV (SSV)         | UTV (SSV) | UTV (SSV) |
| Helyezés | Rajtszám  | Versenyző                       | Csapat            | Gyártó    | Idő       |
| -------- | --------- | ------------------------------- | ----------------- | --------- | --------- |
| 1        | 351       | Leandro Torres Lourival Roldan  | Team X-Theme Plus | Polaris   | 7:20:28   |
| 2        | 342       | Mao Rui-csin Sébastien Delaunay |                   | Polaris   | +6:42     |
| 3        | 365       | Joan Font Gabriel Moiset Ferrer | Yamaha Trivimon   | Yamaha    | +1:48:12  |
| 4        | 374       | Li Dong-seng Csuan Guan-csuan   |                   | Polaris   | +2:41:17  |
| 5        | 378       | Maganov Ravil Kirill Subin      | Team X-Theme Plus | Polaris   | +3:07:38  |

|          | Kamionok | Kamionok                                                          | Kamionok                    | Kamionok | Kamionok |
| Helyezés | Rajtszám | Versenyző                                                         | Csapat                      | Gyártó   | Idő      |
| -------- | -------- | ----------------------------------------------------------------- | --------------------------- | -------- | -------- |
| 1        | 505      | Eduard Nyikolajev Jevgenyij Jakovlev Vlagyimir Ribakov            | Team KAMAZ Master           | KAMAZ    | 2:45:51  |
| 2        | 508      | Martin Kolomý René Kilian David Kilian                            | Tatra Buggyra Racing        | Tatra    | +3:48    |
| 3        | 502      | Federico Villagra Adrian Arturo Yacopini Ricardo Adrian Torlaschi | Petronas Team De Rooy Iveco | Iveco    | +4:33    |
| 4        | 511      | Szjarhei Vjazovics Pavel Haranyin Andrej Zsjulin                  | MAZ-SPORTauto               | MAZ      | +5:36    |
| 5        | 504      | Hans Stacey Jan van der Vaet Hugo Kupper                          | EVM Rally                   | MAN      | +11:38   |

### 4. szakasz
|          | Motorok  | Motorok             | Motorok                             | Motorok   | Motorok |
| Helyezés | Rajtszám | Versenyző           | Csapat                              | Gyártó    | Idő     |
| -------- | -------- | ------------------- | ----------------------------------- | --------- | ------- |
| 1        | 16       | Matthias Walkner    | Red Bull KTM Factory Team           | KTM       | 4:57:22 |
| 2        | 23       | Xavier de Soultrait | HFP Team                            | Yamaha    | +5:58   |
| 3        | 2        | Stefan Svitko       | Slovnaft Team                       | KTM       | +8:33   |
| 4        | 3        | Pablo Quintanilla   | Husqvarna Factory Rally Racing Team | Husqvarna | +9:22   |
| 5        | 8        | Gerard Farrés Guell | Himoinsa Team                       | KTM       | +10:24  |

|          | Quadok   | Quadok             | Quadok            | Quadok       | Quadok  |
| Helyezés | Rajtszám | Versenyző          | Csapat            | Gyártó       | Idő     |
| -------- | -------- | ------------------ | ----------------- | ------------ | ------- |
| 1        | 256      | Walter Nosiglia    | MEC Team          | Honda        | 6:02:22 |
| 2        | 254      | Szergej Karjakin   | Fores Dakar Team  | Yamaha       | +11:28  |
| 3        | 258      | Daniel Domaszewski | MEC Team          | Honda        | +19:12  |
| 4        | 267      | Kees Koolen        | Maxxis Dakar Team | Barren Racer | +22:41  |
| 5        | 280      | Axel Dutrie        | Al Desert         | Yamaha       | +22:46  |

|          | Autók    | Autók                                  | Autók              | Autók   | Autók   |
| Helyezés | Rajtszám | Versenyző                              | Csapat             | Gyártó  | Idő     |
| -------- | -------- | -------------------------------------- | ------------------ | ------- | ------- |
| 1        | 307      | Cyril Despres David Castera            | Team Peugeot Total | Peugeot | 4:22:55 |
| 2        | 303      | Mikko Hirvonen Michel Périn            | X-Raid             | Mini    | +10:51  |
| 3        | 306      | Nani Roma Alex Haro Bravo              | Overdrive          | Toyota  | +12:51  |
| 4        | 300      | Stéphane Peterhansel Jean-Paul Cottret | Team Peugeot Total | Peugeot | +15:15  |
| 5        | 309      | Sébastien Loeb Daniel Elena            | Team Peugeot Total | Peugeot | +22:13  |

|          | UTV (SSV) | UTV (SSV)                       | UTV (SSV)         | UTV (SSV) | UTV (SSV) |
| Helyezés | Rajtszám  | Versenyző                       | Csapat            | Gyártó    | Idő       |
| -------- | --------- | ------------------------------- | ----------------- | --------- | --------- |
| 1        | 342       | Mao Rui-csin Sébastien Delaunay |                   | Polaris   | 7:08:04   |
| 2        | 351       | Leandro Torres Lourival Roldan  | Team X-Theme Plus | Polaris   | +0:30     |
| 3        | 386       | Van Fu-csiang Vei Li            |                   | Polaris   | +1:00:46  |
| 4        | 378       | Maganov Ravil Kirill Subin      | Team X-Theme Plus | Polaris   | +1:01:19  |
| 5        | 374       | Li Dong-seng Csuan Guan-csuan   |                   | Polaris   | +1:08:55  |

|          | Kamionok | Kamionok                                                          | Kamionok                    | Kamionok | Kamionok |
| Helyezés | Rajtszám | Versenyző                                                         | Csapat                      | Gyártó   | Idő      |
| -------- | -------- | ----------------------------------------------------------------- | --------------------------- | -------- | -------- |
| 1        | 500      | Gerard de Rooy Moises Torrallardona Darek Rodewald                | Petronas Team De Rooy Iveco | Iveco    | 4:55:55  |
| 2        | 501      | Ajrat Margyejev Ajdar Beljaev Dmitrij Szvisztunov                 | Team KAMAZ Master           | KAMAZ    | +0:30    |
| 3        | 515      | Anton Sibalov Robert Amatics Ivan Romanov                         | Team KAMAZ Master           | KAMAZ    | +3:07    |
| 4        | 513      | Dmitrij Szotnyikov Ruszlan Akmagyejev Igor Leonov                 | Team KAMAZ Master           | KAMAZ    | +7:37    |
| 5        | 502      | Federico Villagra Adrian Arturo Yacopini Ricardo Adrian Torlaschi | Petronas Team De Rooy Iveco | Iveco    | +16:37   |

### 5. szakasz
|          | Motorok  | Motorok             | Motorok                             | Motorok    | Motorok |
| Helyezés | Rajtszám | Versenyző           | Csapat                              | Gyártó     | Idő     |
| -------- | -------- | ------------------- | ----------------------------------- | ---------- | ------- |
| 1        | 14       | Sam Sunderland      | Red Bull KTM Factory Team           | KTM        | 2:21:51 |
| 2        | 17       | Paulo Gonçalves     | HRC Honda Rally Team                | Honda      | +7:07   |
| 3        | 6        | Adrien van Beveren  | Yamalube Yamaha Official Rally Team | Yamaha     | +7:29   |
| 4        | 12       | Joan Pedrero García | Sherco Factory Team                 | Sherco TVS | +9:40   |
| 5        | 67       | Franco Caimi        | Honda South América Rally Team      | Honda      | +12:13  |

|          | Quadok   | Quadok                          | Quadok                    | Quadok       | Quadok  |
| Helyezés | Rajtszám | Versenyző                       | Csapat                    | Gyártó       | Idő     |
| -------- | -------- | ------------------------------- | ------------------------- | ------------ | ------- |
| 1        | 267      | Kees Koolen                     | Maxxis Dakar Team         | Barren Racer | 2:57:43 |
| 2        | 270      | Gustavo Gallego                 | Equipo de Sergio Lafuente | Yamaha       | +12:06  |
| 3        | 279      | Simon Vitse                     | Al Desert                 | Yamaha       | +12:57  |
| 4        | 263      | Pablo Copetti                   | Carlos Devesa by Berta    | Yamaha       | +17:22  |
| 5        | 257      | Nelson Augusto Sanabria Galeano | Equipo DKR                | Yamaha       | +18:50  |

|          | Autók    | Autók                                  | Autók              | Autók   | Autók   |
| Helyezés | Rajtszám | Versenyző                              | Csapat             | Gyártó  | Idő     |
| -------- | -------- | -------------------------------------- | ------------------ | ------- | ------- |
| 1        | 309      | Sébastien Loeb Daniel Elena            | Team Peugeot Total | Peugeot | 2:24:03 |
| 2        | 305      | Nani Roma Alex Haro Bravo              | Overdrive          | Toyota  | +0:44   |
| 3        | 300      | Stéphane Peterhansel Jean-Paul Cottret | Team Peugeot Total | Peugeot | +1:31   |
| 4        | 307      | Cyril Despres David Castera            | Team Peugeot Total | Peugeot | +10:33  |
| 5        | 318      | Romain Dumas Alain Guehennec           | RD Limited         | Peugeot | +11:55  |

|          | UTV (SSV) | UTV (SSV)                       | UTV (SSV)         | UTV (SSV) | UTV (SSV) |
| Helyezés | Rajtszám  | Versenyző                       | Csapat            | Gyártó    | Idő       |
| -------- | --------- | ------------------------------- | ----------------- | --------- | --------- |
| 1        | 378       | Maganov Ravil Kirill Subin      | Team X-Theme Plus | Polaris   | 3:48:38   |
| 2        | 351       | Leandro Torres Lourival Roldan  | Team X-Theme Plus | Polaris   | +29:54    |
| 3        | 374       | Li Dong-seng Csuan Guan-csuan   |                   | Polaris   | +40:34    |
| 4        | 386       | Van Fu-csiang Vei Li            |                   | Polaris   | +1:08:29  |
| 5        | 342       | Mao Rui-csin Sébastien Delaunay |                   | Polaris   | +5:06:07  |

|          | Kamionok | Kamionok                                               | Kamionok                    | Kamionok | Kamionok |
| Helyezés | Rajtszám | Versenyző                                              | Csapat                      | Gyártó   | Idő      |
| -------- | -------- | ------------------------------------------------------ | --------------------------- | -------- | -------- |
| 1        | 500      | Gerard de Rooy Moises Torrallardona Darek Rodewald     | Petronas Team De Rooy Iveco | Iveco    | 2:39:15  |
| 2        | 505      | Eduard Nyikolajev Jevgenyij Jakovlev Vlagyimir Ribakov | Team KAMAZ Master           | KAMAZ    | +11:58   |
| 3        | 501      | Ajrat Margyejev Ajdar Beljaev Dmitrij Szvisztunov      | Team KAMAZ Master           | KAMAZ    | +14:04   |
| 4        | 518      | Martin Macík František Tomášek Michal Mrkva            | Big Shock Racing            | LIAZ     | +16:15   |
| 5        | 511      | Szjarhej Vjazovics Pavel Haranyin Andrej Zsjulin       | MAZ-SPORTauto               | MAZ      | +17:43   |

### 6. szakasz
A szakaszt a kedvezőtlen időjárást miatt a szervezők törölték.

### 7. szakasz
|          | Motorok  | Motorok           | Motorok                   | Motorok | Motorok |
| Helyezés | Rajtszám | Versenyző         | Csapat                    | Gyártó  | Idő     |
| -------- | -------- | ----------------- | ------------------------- | ------- | ------- |
| 1        | 9        | Ricky Brabec      | HRC Honda Rally Team      | Honda   | 2:02:05 |
| 2        | 17       | Paulo Gonçalves   | HRC Honda Rally Team      | Honda   | +1:44   |
| 3        | 14       | Sam Sunderland    | Red Bull KTM Factory Team | KTM     | +4:43   |
| 4        | 11       | Joan Barreda Bort | HRC Honda Rally Team      | Honda   | +6:51   |
| 5        | 15       | Michael Metge     | HRC Honda Rally Team      | Honda   | +8:21   |

|          | Quadok   | Quadok                          | Quadok           | Quadok | Quadok  |
| Helyezés | Rajtszám | Versenyző                       | Csapat           | Gyártó | Idő     |
| -------- | -------- | ------------------------------- | ---------------- | ------ | ------- |
| 1        | 254      | Szergej Karjakin                | Fores Dakar Team | Yamaha | 2:32:49 |
| 2        | 280      | Axel Dutrie                     | Al Desert        | Yamaha | +2:59   |
| 3        | 251      | Ignacio Casale                  | Propia           | Yamaha | +9:36   |
| 4        | 279      | Simon Vitse                     | Al Desert        | Yamaha | +13:30  |
| 5        | 257      | Nelson Augusto Sanabria Galeano | Equipo DKR       | Yamaha | +18:15  |

|          | Autók    | Autók                                  | Autók               | Autók   | Autók   |
| Helyezés | Rajtszám | Versenyző                              | Csapat              | Gyártó  | Idő     |
| -------- | -------- | -------------------------------------- | ------------------- | ------- | ------- |
| 1        | 300      | Stéphane Peterhansel Jean-Paul Cottret | Team Peugeot Total  | Peugeot | 1:54:08 |
| 2        | 309      | Sébastien Loeb Daniel Elena            | Team Peugeot Total  | Peugeot | +0:48   |
| 3        | 302      | Giniel de Villiers Dirk von Zitzewitz  | Toyota Gazoo Racing | Toyota  | +3:33   |
| 4        | 303      | Mikko Hirvonen Michel Périn            | X-Raid              | Mini    | +5:03   |
| 5        | 305      | Nani Roma Alex Haro Bravo              | Overdrive           | Toyota  | +5:32   |

|          | UTV (SSV) | UTV (SSV)                       | UTV (SSV)         | UTV (SSV) | UTV (SSV) |
| Helyezés | Rajtszám  | Versenyző                       | Csapat            | Gyártó    | Idő       |
| -------- | --------- | ------------------------------- | ----------------- | --------- | --------- |
| 1        | 378       | Maganov Ravil Kirill Subin      | Team X-Theme Plus | Polaris   | 3:02:09   |
| 2        | 374       | Li Dong-seng Csuan Guan-csuan   |                   | Polaris   | +0:47     |
| 3        | 342       | Mao Rui-csin Sébastien Delaunay |                   | Polaris   | +4:20     |
| 4        | 386       | Van Fu-csiang Vei Li            |                   | Polaris   | +4:28     |
| 5        | 351       | Leandro Torres Lourival Roldan  | Team X-Theme Plus | Polaris   | +4:59     |

|          | Kamionok | Kamionok                                                          | Kamionok                    | Kamionok | Kamionok |
| Helyezés | Rajtszám | Versenyző                                                         | Csapat                      | Gyártó   | Idő      |
| -------- | -------- | ----------------------------------------------------------------- | --------------------------- | -------- | -------- |
| 1        | 513      | Dmitrij Szotnyikov Ruszlan Akmagyejev Igor Leonov                 | Team KAMAZ Master           | KAMAZ    | 1:41:35  |
| 2        | 507      | Ton van Genugten Anton van Limpt Bernanrd der Kinderen            | Petronas Team De Rooy Iveco | Iveco    | +2:51    |
| 3        | 502      | Federico Villagra Adrian Arturo Yacopini Ricardo Adrian Torlaschi | Petronas Team De Rooy Iveco | Iveco    | +3:37    |
| 4        | 500      | Gerard de Rooy Moises Torrallardona Darek Rodewald                | Petronas Team De Rooy Iveco | Iveco    | +4:25    |
| 5        | 511      | Szjarhej Vjazovics Pavel Haranyin Andrej Zsjulin                  | MAZ-SPORTauto               | MAZ      | +5:22    |

### 8. szakasz
|          | Motorok  | Motorok             | Motorok                   | Motorok    | Motorok |
| Helyezés | Rajtszám | Versenyző           | Csapat                    | Gyártó     | Idő     |
| -------- | -------- | ------------------- | ------------------------- | ---------- | ------- |
| 1        | 11       | Joan Barreda Bort   | HRC Honda Rally Team      | Honda      | 4:28:21 |
| 2        | 16       | Matthias Walkner    | Red Bull KTM Factory Team | KTM        | +3:51   |
| 3        | 14       | Sam Sunderland      | Red Bull KTM Factory Team | KTM        | +3:54   |
| 4        | 15       | Michael Metge       | HRC Honda Rally Team      | Honda      | +4:25   |
| 5        | 12       | Joan Pedrero García | Sherco Factory Team       | Shecro TVS | +6:00   |

|          | Quadok   | Quadok           | Quadok                 | Quadok       | Quadok  |
| Helyezés | Rajtszám | Versenyző        | Csapat                 | Gyártó       | Idő     |
| -------- | -------- | ---------------- | ---------------------- | ------------ | ------- |
| 1        | 251      | Ignacio Casale   | Propia                 | Yamaha       | 5:26:46 |
| 2        | 254      | Szergej Karjakin | Fores Dakar Team       | Yamaha       | +5:39   |
| 3        | 280      | Axel Dutrie      | Al Desert              | Yamaha       | +7:16   |
| 4        | 267      | Kees Koolen      | Maxxis Dakar Team      | Barren Racer | +10:58  |
| 5        | 263      | Pablo Copetti    | Carlos Devesa by Berta | Yamaha       | +22:42  |

|          | Autók    | Autók                                  | Autók               | Autók   | Autók   |
| Helyezés | Rajtszám | Versenyző                              | Csapat              | Gyártó  | Idő     |
| -------- | -------- | -------------------------------------- | ------------------- | ------- | ------- |
| 1        | 309      | Sébastien Loeb Daniel Elena            | Team Peugeot Total  | Peugeot | 4:11:02 |
| 2        | 300      | Stéphane Peterhansel Jean-Paul Cottret | Team Peugeot Total  | Peugeot | +3:35   |
| 3        | 307      | Cyril Despres David Castera            | Team Peugeot Total  | Peugeot | +5:13   |
| 4        | 303      | Mikko Hirvonen Michel Périn            | X-Raid              | Mini    | +8:14   |
| 5        | 302      | Giniel de Villiers Dirk von Zitzewitz  | Toyota Gazoo Racing | Toyota  | +11:57  |

|          | UTV (SSV) | UTV (SSV)                       | UTV (SSV)         | UTV (SSV) | UTV (SSV) |
| Helyezés | Rajtszám  | Versenyző                       | Csapat            | Gyártó    | Idő       |
| -------- | --------- | ------------------------------- | ----------------- | --------- | --------- |
| 1        | 374       | Li Dong-seng Csuan Guan-csuan   |                   | Polaris   | 6:30:15   |
| 2        | 351       | Leandro Torres Lourival Roldan  | Team X-Theme Plus | Polaris   | +8:01     |
| 3        | 378       | Maganov Ravil Kirill Subin      | Team X-Theme Plus | Polaris   | +20:46    |
| 4        | 386       | Van Fu-csiang Vei Li            |                   | Polaris   | +43:42    |
| 5        | 342       | Mao Rui-csin Sébastien Delaunay |                   | Polaris   | +1:10:54  |

|          | Kamionok | Kamionok                                                          | Kamionok                    | Kamionok | Kamionok |
| Helyezés | Rajtszám | Versenyző                                                         | Csapat                      | Gyártó   | Idő      |
| -------- | -------- | ----------------------------------------------------------------- | --------------------------- | -------- | -------- |
| 1        | 506      | Martin van den Brink Daniel Kozlovsky Marcel Blankestijn          | Mammoet Rallysport          | Renault  | 1:55:20  |
| 2        | 502      | Federico Villagra Adrian Arturo Yacopini Ricardo Adrian Torlaschi | Petronas Team De Rooy Iveco | Iveco    | +0:17    |
| 3        | 505      | Eduard Nyikolajev Jevgenyij Jakovlev Vlagyimir Ribakov            | Team KAMAZ Master           | KAMAZ    | +0:42    |
| 4        | 513      | Dmitrij Szotnyikov Ruszlan Akmagyejev Igor Leonov                 | Team KAMAZ Master           | KAMAZ    | +2:42    |
| 5        | 507      | Ton van Genugten Anton van Limpt Bernanrd der Kinderen            | Petronas Team De Rooy Iveco | Iveco    | +3:49    |

### 9. szakasz
A szakaszt a hatalmas áradások és földcsuszamlások miatt törölték.

### 10. szakasz
|          | Motorok  | Motorok                | Motorok                                  | Motorok   | Motorok |
| Helyezés | Rajtszám | Versenyző              | Csapat                                   | Gyártó    | Idő     |
| -------- | -------- | ---------------------- | ---------------------------------------- | --------- | ------- |
| 1        | 11       | Joan Barreda Bort      | HRC Honda Rally Team                     | Honda     | 5:49:45 |
| 2        | 2        | Štefan Svitko          | Slovnaft Team                            | KTM       | +0:24   |
| 3        | 67       | Franco Caimi           | Honda South América Rally Team           | Honda     | +3:48   |
| 4        | 31       | Pierre-Alexandre Renet | Rockstar Energy Husqvarna Factory Racing | Husqvarna | +4:21   |
| 5        | 5        | Hélder Rodrigues       | Yamaha Yamalube Official Rally Team      | Yamaha    | +5:46   |

|          | Quadok   | Quadok           | Quadok                 | Quadok | Quadok   |
| Helyezés | Rajtszám | Versenyző        | Csapat                 | Gyártó | Idő      |
| -------- | -------- | ---------------- | ---------------------- | ------ | -------- |
| 1        | 254      | Szergej Karjakin | Fores Dakar Team       | Yamaha | 6:52:43  |
| 2        | 251      | Ignacio Casale   | Propia                 | Yamaha | +10:46   |
| 3        | 261      | Santiago Hansen  | MEC Team               | Yamaha | +1:26:26 |
| 4        | 263      | Pablo Copetti    | Carlos Devesa by Berta | Yamaha | +1:29:08 |
| 5        | 250      | Rafał Sonik      | Sonik Team             | Yamaha | +1:32:27 |

|          | Autók    | Autók                                  | Autók              | Autók   | Autók   |
| Helyezés | Rajtszám | Versenyző                              | Csapat             | Gyártó  | Idő     |
| -------- | -------- | -------------------------------------- | ------------------ | ------- | ------- |
| 1        | 300      | Stéphane Peterhansel Jean-Paul Cottret | Team Peugeot Total | Peugeot | 4:47:00 |
| 2        | 309      | Sébastien Loeb Daniel Elena            | Team Peugeot Total | Peugeot | +7:28   |
| 3        | 307      | Cyril Despres David Castera            | Team Peugeot Total | Peugeot | +10:01  |
| 4        | 306      | Jázíd al-Rádzsi Timo Gottschalk        | X-Raid             | Mini    | +19:03  |
| 5        | 308      | Orlando Terranova Andreas Schulz       | X-Raid             | Mini    | +20:12  |

|          | UTV (SSV) | UTV (SSV)                      | UTV (SSV)         | UTV (SSV) | UTV (SSV) |
| Helyezés | Rajtszám  | Versenyző                      | Csapat            | Gyártó    | Idő       |
| -------- | --------- | ------------------------------ | ----------------- | --------- | --------- |
| 1        | 386       | Van Fu-csiang Vei Li           |                   | Polaris   | 9:04:52   |
| 2        | 378       | Maganov Ravil Kirill Subin     | Team X-Theme Plus | Polaris   | +43:05    |
| 3        | 351       | Leandro Torres Lourival Roldan | Team X-Theme Plus | Polaris   | +2:57:10  |

|          | Kamionok | Kamionok                                               | Kamionok             | Kamionok | Kamionok |
| Helyezés | Rajtszám | Versenyző                                              | Csapat               | Gyártó   | Idő      |
| -------- | -------- | ------------------------------------------------------ | -------------------- | -------- | -------- |
| 1        | 505      | Eduard Nyikolajev Jevgenyij Jakovlev Vlagyimir Ribakov | Team KAMAZ Master    | KAMAZ    | 5:33:06  |
| 2        | 513      | Dmitrij Szotnyikov Ruszlan Akmagyejev Igor Leonov      | Team KAMAZ Master    | KAMAZ    | +7:01    |
| 3        | 501      | Ajrat Margyejev Ajdar Beljaev Dmitrij Szvisztunov      | Team KAMAZ Master    | KAMAZ    | +7:41    |
| 4        | 511      | Szjarhej Vjazovics Pavel Haranyin Andrej Zsjulin       | MAZ-SPORTauto        | MAZ      | +12:51   |
| 5        | 503      | Aleš Loprais Jíři Štross Ján Tománek                   | Tatra Buggyra Racing | Tatra    | +16:04   |

### 11. szakasz
|          | Motorok  | Motorok             | Motorok                             | Motorok | Motorok |
| Helyezés | Rajtszám | Versenyző           | Csapat                              | Gyártó  | Idő     |
| -------- | -------- | ------------------- | ----------------------------------- | ------- | ------- |
| 1        | 11       | Joan Barreda Bort   | HRC Honda Rally Team                | Honda   | 3:16:57 |
| 2        | 17       | Paulo Gonçalves     | HRC Honda Rally Team                | Honda   | +1:50   |
| 3        | 6        | Adrien van Beveren  | Yamaha Yamalube Official Rally Team | Yamaha  | +5:28   |
| 4        | 8        | Gerard Farrés Guell | Himoinsa Team                       | KTM     | +7:54   |
| 5        | 14       | Sam Sunderland      | Red Bull KTM Factory Team           | KTM     | +9:15   |

|          | Quadok   | Quadok                          | Quadok           | Quadok | Quadok  |
| Helyezés | Rajtszám | Versenyző                       | Csapat           | Gyártó | Idő     |
| -------- | -------- | ------------------------------- | ---------------- | ------ | ------- |
| 1        | 254      | Szergej Karjakin                | Fores Dakar Team | Yamaha | 3:58:22 |
| 2        | 250      | Rafał Sonik                     | Sonik Team       | Yamaha | +23:49  |
| 3        | 257      | Nelson Augusto Sanabria Galeano | Equipo DKR       | Yamaha | +36:08  |
| 4        | 258      | Daniel Domaszewski              | MEC Team         | Honda  | +42:41  |
| 5        | 262      | Bruno Da Costa                  | HFP              | Yamaha | +44:07  |

|          | Autók    | Autók                                  | Autók               | Autók   | Autók   |
| Helyezés | Rajtszám | Versenyző                              | Csapat              | Gyártó  | Idő     |
| -------- | -------- | -------------------------------------- | ------------------- | ------- | ------- |
| 1        | 309      | Sébastien Loeb Daniel Elena            | Team Peugeot Total  | Peugeot | 3:21:15 |
| 2        | 300      | Stéphane Peterhansel Jean-Paul Cottret | Team Peugeot Total  | Peugeot | +0:18   |
| 3        | 308      | Orlando Terranova Andreas Schulz       | X-Raid              | Mini    | +6:37   |
| 4        | 302      | Giniel de Villiers Dirk von Zitzewitz  | Toyota Gazoo Racing | Toyota  | +7:01   |
| 5        | 306      | Jázíd al-Rádzsi Timo Gottschalk        | X-Raid              | Mini    | +7:25   |

|          | UTV (SSV) | UTV (SSV)                       | UTV (SSV)         | UTV (SSV) | UTV (SSV) |
| Helyezés | Rajtszám  | Versenyző                       | Csapat            | Gyártó    | Idő       |
| -------- | --------- | ------------------------------- | ----------------- | --------- | --------- |
| 1        | 351       | Leandro Torres Lourival Roldan  | Team X-Theme Plus | Polaris   | 5:05:14   |
| 2        | 386       | Van Fu-csiang Vei Li            |                   | Polaris   | +39:19    |
| 3        | 378       | Maganov Ravil Kirill Subin      | Team X-Theme Plus | Polaris   | +3:24:18  |
| 4        | 342       | Mao Rui-csin Sébastien Delaunay |                   | Polaris   | +10:12:38 |
| 5        | 374       | Li Dong-seng Csuan Guan-csuan   |                   | Polaris   | +12:06:31 |

|          | Kamionok | Kamionok                                                          | Kamionok                    | Kamionok | Kamionok |
| Helyezés | Rajtszám | Versenyző                                                         | Csapat                      | Gyártó   | Idő      |
| -------- | -------- | ----------------------------------------------------------------- | --------------------------- | -------- | -------- |
| 1        | 505      | Eduard Nyikolajev Jevgenyij Jakovlev Vlagyimir Ribakov            | Team KAMAZ Master           | KAMAZ    | 3:56:47  |
| 2        | 502      | Federico Villagra Adrian Arturo Yacopini Ricardo Adrian Torlaschi | Petronas Team De Rooy Iveco | Iveco    | +0:52    |
| 3        | 501      | Ajrat Margyejev Ajdar Beljaev Dmitrij Szvisztunov                 | Team KAMAZ Master           | KAMAZ    | +9:53    |
| 4        | 513      | Dmitrij Szotnyikov Ruszlan Akmagyejev Igor Leonov                 | Team KAMAZ Master           | KAMAZ    | +11:54   |
| 5        | 500      | Gerard de Rooy Moises Torralldona Darek Rodewald                  | Petronas Team De Rooy Iveco | Iveco    | +14:41   |

### 12. szakasz
|          | Motorok  | Motorok             | Motorok                             | Motorok | Motorok |
| Helyezés | Rajtszám | Versenyző           | Csapat                              | Gyártó  | Idő     |
| -------- | -------- | ------------------- | ----------------------------------- | ------- | ------- |
| 1        | 6        | Adrien van Beveren  | Yamaha Yamalube Official Rally Team | Yamaha  | 30:29   |
| 2        | 8        | Gerard Farrés Guell | Himoinsa Team                       | KTM     | +0:00   |
| 3        | 11       | Joan Barreda Bort   | HRC Honda Rally Team                | Honda   | +0:18   |
| 4        | 16       | Matthias Walkner    | Red Bull KTM Factory Team           | KTM     | +0:33   |
| 5        | 17       | Paulo Gonçalves     | HRC Honda Rally Team                | Honda   | +1:25   |

|          | Quadok   | Quadok             | Quadok                 | Quadok | Quadok |
| Helyezés | Rajtszám | Versenyző          | Csapat                 | Gyártó | Idő    |
| -------- | -------- | ------------------ | ---------------------- | ------ | ------ |
| 1        | 251      | Ignacio Casale     | Propia                 | Yamaha | 40:24  |
| 2        | 258      | Daniel Domaszewski | MEC Team               | Honda  | +0:42  |
| 3        | 263      | Pablo Copetti      | Carlos Devesa by Berta | Yamaha | +0:46  |
| 4        | 258      | Santiago Hansen    | MEC Team               | Honda  | +0:52  |
| 5        | 265      | Lucas Innocente    | IMB Colombia           | Can-Am | +1:07  |

|          | Autók    | Autók                                  | Autók               | Autók       | Autók   |       |
| Helyezés | Rajtszám | Versenyző                              | Csapat              | Gyártó      | Idő     |       |
| -------- | -------- | -------------------------------------- | ------------------- | ----------- | ------- | ----- |
| 1        | 309      | Sébastien Loeb Daniel Elena            | Team Peugeot Total  | Peugeototal | Peugeot | 28:55 |
| 2        | 300      | Stéphane Peterhansel Jean-Paul Cottret | Team Peugeot Total  | Peugeot     | +0:19   |       |
| 3        | 302      | Giniel de Villiers Dirk von Zitzewitz  | Toyota Gazoo Racing | Toyota      | +0:30   |       |
| 4        | 307      | Cyril Despres David Castera            | Team Peugeot Total  | Peugeot     | +0:53   |       |
| 5        | 320      | Conrad Rautenbach Robert Howie         | Imperial Toyota     | Toyota      | +1:00   |       |

|          | UTV (SSV) | UTV (SSV)                       | UTV (SSV)         | UTV (SSV) | UTV (SSV) |
| Helyezés | Rajtszám  | Versenyző                       | Csapat            | Gyártó    | Idő       |
| -------- | --------- | ------------------------------- | ----------------- | --------- | --------- |
| 1        | 378       | Maganov Ravil Kirill Subin      | Team X-Theme Plus | Polaris   | 42:35     |
| 2        | 342       | Mao Rui-csin Sébastien Delaunay |                   | Polaris   | +1:04     |
| 3        | 351       | Leandro Torres Lourival Roldan  | Team X-Theme Plus | Polaris   | +4:11     |
| 4        | 374       | Li Dong-seng Csuan Guan-csuan   |                   | Polaris   | +4:25     |
| 5        | 386       | Van Fu-csiang Vei Li            |                   | Polaris   | +4:50     |

|          | Kamionok | Kamionok                                                          | Kamionok                    | Kamionok | Kamionok |
| Helyezés | Rajtszám | Versenyző                                                         | Csapat                      | Gyártó   | Idő      |
| -------- | -------- | ----------------------------------------------------------------- | --------------------------- | -------- | -------- |
| 1        | 505      | Eduard Nyikolajev Jevgenyij Jakovlev Vlagyimir Ribakov            | Team KAMAZ Master           | KAMAZ    | 34:25    |
| 2        | 501      | Ajrat Margyejev Ajdar Beljaev Dmitrij Szvisztunov                 | Team KAMAZ Master           | KAMAZ    | +0:33    |
| 3        | 511      | Szjarhej Vjazovics Pavel Haranyin Andrej Zsjulin                  | MAZ-SPORTauto               | MAZ      | +0:44    |
| 4        | 509      | Peter Versluis Arthur Klein Marcel Pronk                          | Eurol/VEKA MAN              | MAN      | +1:09    |
| 5        | 502      | Federico Villagra Adrian Arturo Yacopini Ricardo Adrian Torlaschi | Petronas Team De Rooy Iveco | Iveco    | +1:25    |

## Végeredmény

### Motorosok
| Helyezés | Rajtszám | Versenyző              | Csapat                                 | Gyártó     | Idő      |
| -------- | -------- | ---------------------- | -------------------------------------- | ---------- | -------- |
| 1.       | 14       | Sam Sunderland         | Red Bull KTM Factory Team              | KTM        | 32:06:22 |
| 2.       | 16       | Matthias Walkner       | Red Bull KTM Factory Team              | KTM        | +32:00   |
| 3.       | 8        | Gerard Farrés          | Himoinsa Dakar Team                    | KTM        | +35:40   |
| 4.       | 6        | Adrien van Beveren     | Yamalube Yamaha Official Rally Team    | Yamaha     | +36:28   |
| 5.       | 11       | Joan Barreda Bort      | Monster Energy Racing Team             | Honda      | +43:08   |
| 6.       | 17       | Paulo Gonçalves        | Monster Energy Racing Team             | Honda      | +52:29   |
| 7.       | 31       | Pierre-Alexandre Renet | Rockstar Energy Husqvarna Factory Team | Husqvarna  | +57:35   |
| 8.       | 67       | Franco Caimi           | Honda South America Rally Team         | Honda      | +1:42:18 |
| 9.       | 5        | Hélder Rodrigues       | Yamalube Yamaha Official Rally Team    | Yamaha     | +2:03:06 |
| 10.      | 27       | Joaquim Rodrigues      | Hero Motorsports Rally Team            | Speedbrain | +2:24:24 |

### Quadosok
| Helyezés | Rajtszám | Versenyző                       | Gyártó | Idő      |
| -------- | -------- | ------------------------------- | ------ | -------- |
| 1.       | 254      | Szergej Karjakin                | Yamaha | 32:06:22 |
| 2.       | 251      | Ignacio Casale                  | Yamaha | +1:14:51 |
| 3.       | 263      | Pablo Copetti                   | Yamaha | +4:20:19 |
| 4.       | 250      | Rafał Sonik                     | Yamaha | +5:33:29 |
| 5.       | 279      | Axel Dutrie                     | Yamaha | +5:45:24 |
| 6.       | 262      | Bruno Da Costa                  | Yamaha | +5:57:18 |
| 7.       | 261      | Santiago Hansen                 | Honda  | +5:57:19 |
| 8.       | 257      | Nelson Augusto Sanabria Galeano | Yamaha | +6:11:46 |
| 9.       | 258      | Daniel Domaszewski              | Honda  | +6:39:45 |
| 10.      | 284      | Kamil Wiśniewski                | Can-Am | +8:06:09 |

### Autósok
| Helyezés | Rajtszám | Versenyzők                             | Csapat                         | Gyártó  | Idő      |
| -------- | -------- | -------------------------------------- | ------------------------------ | ------- | -------- |
| 1.       | 300      | Stéphane Peterhansel Jean-Paul Cottret | Team Peugeot Total             | Peugeot | 28:49:30 |
| 2.       | 309      | Sébastien Loeb Daniel Elena            | Team Peugeot Total             | Peugeot | +5:13    |
| 3.       | 307      | Cyril Despres David Castera            | Team Peugeot Total             | Peugeot | +33:28   |
| 4.       | 305      | Nani Roma Àlex Haro                    | Overdrive Toyota               | Toyota  | +1:16:43 |
| 5.       | 302      | Giniel de Villiers Dirk von Zitzewitz  | Toyota Gazoo South Africa      | Toyota  | +1:49:48 |
| 6.       | 308      | Orlando Terranova Andreas Schulz       | X-Raid Cooper Works Rally Team | Mini    | +1:52:31 |
| 7.       | 316      | Jakub Przygonski Tom Colsoul           | Orlen Team                     | Mini    | +4:14:47 |
| 8.       | 318      | Romain Dumas Alain Guehennec           | RD Limited                     | Peugeot | +4:24:01 |
| 9.       | 320      | Conrad Rautenbach Robert Howie         | Overdrive Toyota               | Toyota  | +4:40:13 |
| 10.      | 322      | Mohammed Abu-Ísza Xavier Panseri       | X-Raid Team                    | Mini    | +4:53:30 |

### UTV-sek
| Helyezés | Rajtszám | Versenyzők                     | Csapat            | Gyártó  | Idő       |
| -------- | -------- | ------------------------------ | ----------------- | ------- | --------- |
| 1.       | 351      | Leandro Torres Rourival Roldan | Team X-Theme Plus | Polaris | 54:01:50  |
| 2.       | 386      | Van Fu-csiang Vei Li           |                   | Polaris | +4:42:34  |
| 3.       | 378      | Maganov Ravil Kirill Subin     | Team X-Theme Plus | Polaris | +6:05:35  |
| 4.       | 342      | Mao Ru-csin Sébastien Delaunay |                   | Polaris | +23:30:07 |
| 5.       | 374      | Li Dong-seng Csuan Guan-csuan  |                   | Polaris | +24:45:25 |

### Kamionosok
| Helyezés | Rajtszám | Versenyzők                                                        | Csapat                      | Gyártó | Idő      |
| -------- | -------- | ----------------------------------------------------------------- | --------------------------- | ------ | -------- |
| 1.       | 505      | Eduard Nyikolajev Jevgenyij Jakovlev Vlagyimir Ribakov            | Kamaz-Master                | Kamaz  | 27:58:24 |
| 2.       | 513      | Dmitrij Szotnyikov Ruszlan Akmagyejev Igor Leonov                 | Kamaz-Master                | Kamaz  | +18:58   |
| 3.       | 500      | Gerard de Rooy Moises Torralldona Darek Rodewald                  | Petronas Team de Rooy Iveco | Iveco  | +41:19   |
| 4.       | 502      | Federico Villagra Adrian Arturo Yacopini Ricardo Adrian Torlaschi | YPF Team de Rooy Iveco      | Iveco  | +1:00:04 |
| 5.       | 501      | Ajrat Margyejev Ajdar Beljaev Dmitrij Szvisztunov                 | Kamaz-Master                | Kamaz  | +2:26:50 |
| 6.       | 522      | Alekszandr Vasziljevszki Dzmitrij Vihrenyka Anton Zaparoscsanka   | MAZ-Sport auto              | MAZ    | +2:34:57 |
| 7.       | 503      | Aleš Loprais Jiří Stross Jan Tománek                              | Tatra Buggyra Racing        | Tatra  | +3:06:56 |
| 8.       | 514      | Szugarava Teruhito Szugiura Hirojuki                              | Hino Team Sugarawa          | Hino   | +3:18:36 |
| 9.       | 504      | Hans Stacey Jan van der Vaet Hugo Kupper                          | Eurol/Veka MAN Rally Team   | MAN    | +3:44:56 |
| 10.      | 518      | Martin Macík František Tomášek Michal Mrkva                       | Big Shock Racing            | LIAZ   | +3:54:40 |